# Oye-Plage
Oye-Plage (in olandese Ooie) è un comune francese di 5 585 abitanti situato nel dipartimento del Passo di Calais nella regione dell'Alta Francia.

## Società

### Evoluzione demografica
Abitanti censiti